# 尼科馬夫里夫卡
47°17′56″N 29°59′48″E / 47.29889°N 29.99667°E
尼科馬夫里夫卡（烏克蘭語：Никомаврівка）是位於烏克蘭西南部的村莊，由敖德萨州羅茲季利納區的采布里科韋市鎮負責管轄。該村始建於1893年，面積0.63平方公里，海拔高度64米，2001年人口233，人口密度每平方公里369.84人。